# Minieolico

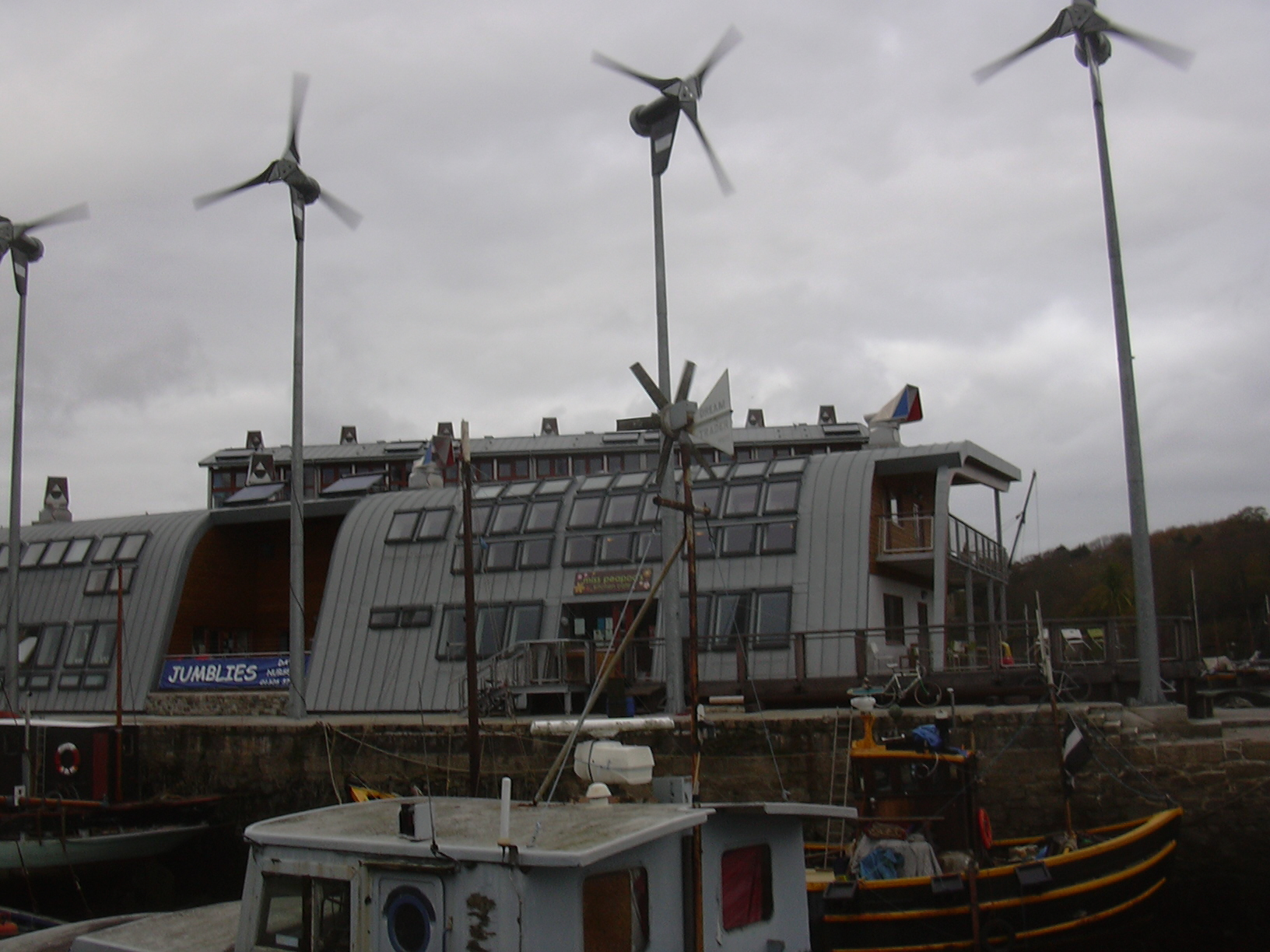
Esempi di impianto minieolico presso un porto

Con il termine mini eolico (o piccolo eolico), ci si riferisce alla produzione di energia elettrica da fonte eolica realizzata con l'utilizzo di aerogeneratori di altezza inferiore a 30 metri. Questi possono essere al servizio di un'utenza isolata non collegata alla rete elettrica o connessi sia per un'auto-produzione in scambio che per la fornitura di energia elettrica alla rete (con contributo alla cosiddetta generazione distribuita). La differenza con il grande eolico risiede oltre che nella dimensione delle macchine nella possibilità di operare economicamente con regimi di vento inferiori a quelli richiesti dalle enormi macchine industriali con una potenza elettrica generata per macchina tipicamente inferiore. Per microeolico si intendono invece impianti portatili, capaci di fornire meno di 1 kW a strutture come camper, cucine da campo, ospedali da campo; server e router wireless per computer portatile in spiagge o campeggi, barche a vela, yacht, ecc. ovvero una quantità di potenza sufficiente a fornire corrente per qualche lampada fluorescente, frigoriferi ecologici, computer laptop, ventilatori, ma non ad alimentare resistenze elettriche di forni, asciugacapelli, scaldabagno o lavatrici.

## Installazione del mini eolico e micro eolico

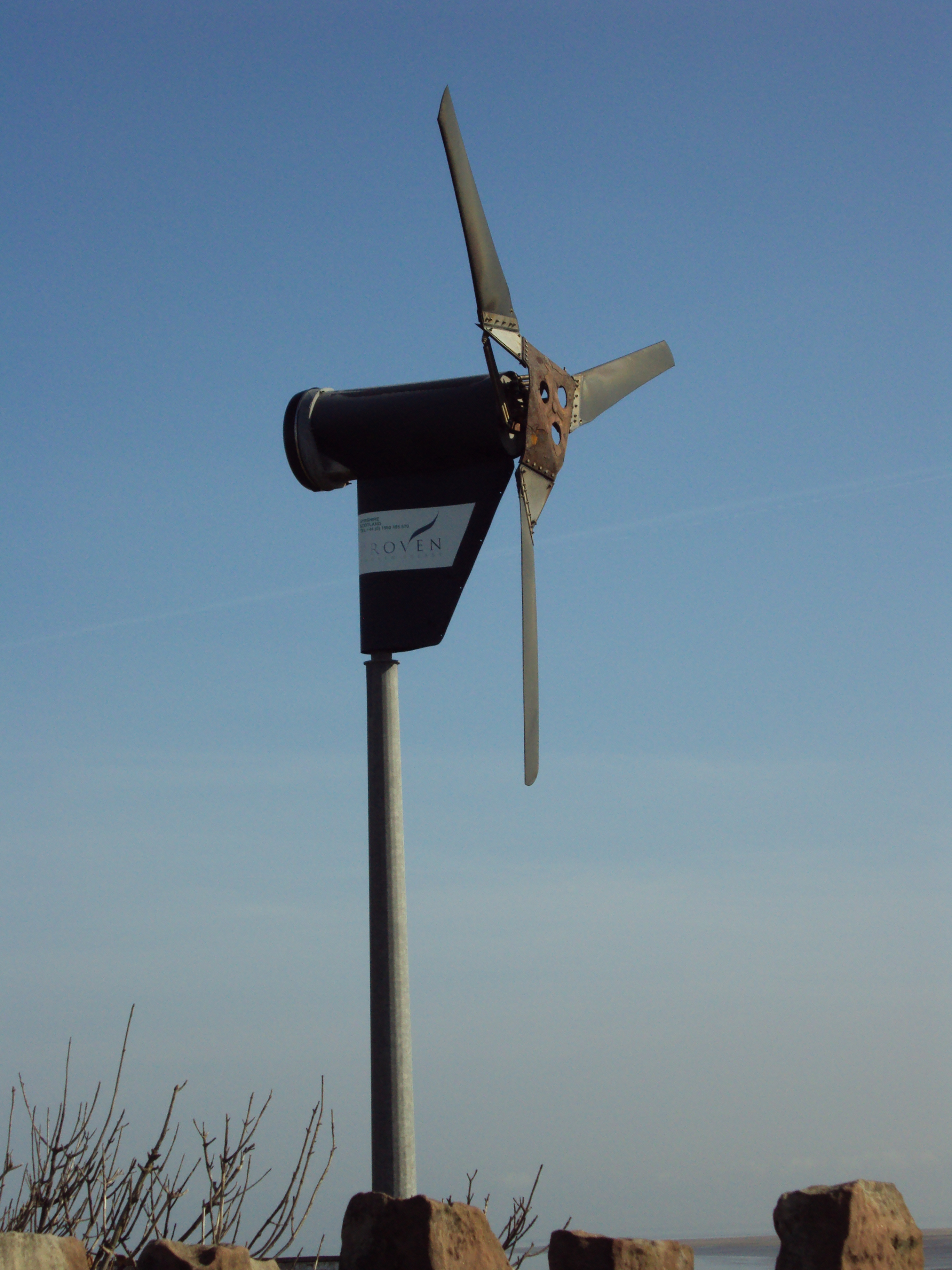
Aerogeneratore per microeolico

Gli aerogeneratori dovrebbero essere montati su una torre o pilone dell'altezza appropriata, per renderle più elevate rispetto a qualsiasi ostacolo che possa rallentare il vento o generare turbolenza. Una buona regola approssimativa è quella che le turbine debbano essere almeno 10 metri più in alto rispetto a qualsiasi albero o fabbricato nel raggio di 150 metri.
Nel caso del micro eolico piccoli aerogeneratori possono essere installati sui tetti, ma questo comporta ulteriori problemi come resistenza del tetto, il rumore, le vibrazioni e la turbolenza causata dai bordi e dall'apice del tetto. Gli aerogeneratori micro-eolici hanno problemi con la turbolenza e raramente generano quantità significative di corrente, specialmente se situati in villaggi e città.

### Affiancamento ad altre fonti rinnovabili
Il ministro dell'energia spagnolo ha dichiarato nel 2007, che la rete nazionale eolica di produzione industriale, con una potenza massima nominale installata di 11 Gigawatt, può in un giorno ventoso produrre una media di 8 GW, ma in un altro giorno non ventoso, forse estivo, di calma piatta, può non arrivare ai 0,400 GW.
Dal momento dunque che il vento ha caratteristica di grande incostanza, gli impianti elettrici con componenti di generazione eolica, possono essere affiancati alla rete elettrica nazionale come fonti o clienti dell'energia, oppure nel caso si desideri la totale autonomia, possono essere affiancati al fotovoltaico, a generatori diesel, o al piccolo idroelettrico.

## Ibrido Diesel-Vento
Per comunità che si trovano in luoghi remoti e ventosi (oppure isolati come comunità montane, vallate o isole), la connessione alla rete elettrica nazionale può essere difficile, troppo costosa o impossibile. Storicamente dei motori diesel collegati a generatori elettrici, disposti a batteria, sono stati l'unica fonte di energia elettrica, dal momento che forniscono un alto grado di affidabilità. Dal momento che molte di queste località sono davvero molto remote o isolate è improbabile che un giorno esse vengano connesse alla rete nel futuro. Gli alti costi dei carburanti derivati dal petrolio, rendono estremamente oneroso l'approvvigionamento energetico di queste comunità. La disponibilità dei sistemi ibridi vento-diesel può abbassare notevolmente questi costi e diminuire la dipendenza dalle forniture esterne.

### Storia degli impianti diesel-eolici
I sistemi di generazione che combinano i generatori a vento con quelli diesel (in inglese "Wind-Diesel") da almeno trent'anni vengono sviluppati e testati, in un buon numero di località. È stato sviluppato un crescente numero di siti, economicamente competitivi. La chiave per il loro successo economico è quella di minimizzare il costo del supporto tecnico nelle comunità remote, in modo da permettere lo sviluppo e l'estensione di questa tecnologia.

### Tecnologia degli impianti diesel-eolici
Il successo dell'integrazione dell'energia eolica con le batterie di generatori diesel si affida a complessi sistemi controllo elettronico per assicurare la corretta quantità di produzione di energia tramite cogenerazione diesel in base alla variabilità della disponibilità di energia eolica ed ai picchi di consumo elettrico della comunità.
La misura comune delle prestazioni di un sistema diesel-eolico è la cosiddetta "Wind Penetration" che calcola il rapporto tra l'elettricità prodotta dal vento e la potenza totale prodotta, ad es. 60% di penetrazione da vento comporta che il 60% dell'energia elettrica prodotta dal sistema proviene dal vento. I numeri della "Wind Penetration" possono riferirsi al picco oppure essere la percentuale prodotta a lungo termine. Siti come Mawson, Coral Bay e Bremer Bay hanno picchi di penetrazione da vento (peak wind penetrations) di circa il 90%.
Le soluzioni tecniche all'assoluta incostanza della forza del vento, includono il controllo della produzione di energia a monte, variando la velocità di rotazione delle turbine con l'utilizzo di pale a geometria ed assi a resistenza variabile (ad.es. Enercon, Denham); a valle col controllo del consumo (ad.es. Mawson); oppure con l'immagazzinamento dell'energia in un volano (ad.es. Powercorp, Coral Bay); oppure con accumulatori o con un sistema piccolo idroelettrico con due bacini a quote diverse, uniti con una condotta forzata, che permette di spingere (con pompe elettriche) l'acqua dal bacino sottostante a quello sovrastante, recuperando successivamente il 90% dell'energia potenziale così creata, tramite il deflusso nella stessa condotta.
Attualmente alcuni impianti vengono convertiti in sistemi di idrogeno da eolico, da inserire in un'economia dell'idrogeno, ad esempio il Ramea che si prevede di completare nel 2008.

### Combustibili
- Gasolio: benché il gasolio sia un carburante particolarmente costoso, l'utilizzo congiunto in cogenerazione come fonte di calore e di elettricità permette di ottenere efficienze combinate fino all'80%.
- Biodiesel: in comunità agricole, l'utilizzo di frazioni di scarto (estremamente insature) del olio di colza o del olio di mais, e nei tropici del olio di palma, permette un netto risparmio economico, anche se la diminuzione o l'aumento nella CO2 globalmente prodotta è un argomento scientificamente alquanto controverso.
- Carbone e legno: in alcuni motori diesel (specialmente nei grossi diesel marini) si può mescolare al gasolio una certa percentuale di polvere di carbone o di polvere di legno. Nei piccoli motori diesel, queste particelle provocano spesso il blocco degli iniettori.
- Gas naturale: per fare cogenerazione bruciando gas naturale, sono necessari motori a ciclo Otto a bassa compressione (oppure il motore Wankel), ma il rendimento energetico è inferiore.

### Comunità isolate nel mondo, che utilizzano sistemi diesel-eolico
Comunità isolate che utilizzano sistemi ibridi commerciali diesel-eolico, che hanno una quota significativa della produzione prodotta dal vento.
| Comunità              | Paese          | Diesel   | Eolico  | Popolazione | Data di immissione | Penetrazione del vento (picco %) | Note                            |
| --------------------- | -------------- | -------- | ------- | ----------- | ------------------ | -------------------------------- | ------------------------------- |
| Ramea                 | Canada         | 2.78 MW  | 0.40 MW | 600         | 2003               |                                  |                                 |
| Denham                | Australia      | 2.61 MW  | 1.02 MW | 600         | 1998               | >70%                             |                                 |
| Osmussaare            | Estonia        |          | 0.40 MW |             | 2002               |                                  |                                 |
| Wales                 | USA            |          | 0.40 MW | 160         | 2002               | 100%                             |                                 |
| Mawson                | Antartide      | 0.48 MW  | 0.60 MW |             | 2003               | >90%                             |                                 |
| Esperance             | Australia      | 14.0 MW  | 3.60 MW |             | 2003               |                                  |                                 |
| Isole Cocos (Keeling) | Australia      | 1.28 MW  | 0.08 MW | 628         |                    |                                  |                                 |
| Hopetoun              | Australia      | 1.37 MW  | 0.60 MW | 350         | 2004               | >90%                             |                                 |
| Rottnest Island       | Australia      | 0.64 MW  | 0.60 MW |             | 2005               |                                  |                                 |
| Bremer Bay            | Australia      | 1.28 MW  | 0.60 MW | 240         | 2005               | >90%                             |                                 |
| Flores                | Portogallo     |          | 0.60 MW |             |                    | 60%                              |                                 |
| Graciosa              | Portogallo     | 3.56 MW  | 0.80 MW |             |                    | 60%                              |                                 |
| Batanes               | Filippine      | 1.25 MW  | 0.18 MW |             | 2004               |                                  |                                 |
| Coral Bay             | Australia      | 2.24 MW  | 0.60 MW |             | 2007               | 93%                              |                                 |
| Thursday Island       | Australia      |          | 0.45 MW |             |                    |                                  |                                 |
| King Island           | Australia      |          | 2.50 MW |             |                    |                                  | sistema stoccaggio Flow battery |
| Sagar Island          | India          | 0.28 MW  | 0.50 MW |             |                    |                                  |                                 |
| Berasoli              | Eritrea        | 0.08 MW  | 0.03 MW |             |                    |                                  | Under tender                    |
| Rahaita               | Eritrea        | 0.08 MW  | 0.03 MW |             |                    |                                  | Under tender                    |
| Heleb                 | Eritrea        | 0.08 MW  | 0.03 MW |             |                    |                                  | Under tender                    |
| Isola di Saint Paul   | USA            | 0.30 MW  | 0.23 MW |             |                    | 100%                             |                                 |
| Alto Baguales         | Cile           | 16.9 MW  | 2.00 MW | 18,703      | 2002               | 20%                              | 4.6 MW idroelettrico            |
| Kotzebue              | USA            | 11.00 MW |         |             | 1999               | 35%                              |                                 |
| Sal                   | Capo Verde     | 2.82 MW  | 0.60 MW |             | 2001               | 14%                              |                                 |
| Mindelo               | Capo Verde     | 11.20 MW | 0.90 MW |             |                    | 14%                              |                                 |
| Isola di Dachen       | Cina           | 1.30 MW  | 0.15 MW |             |                    | 15%                              |                                 |
| Fuerteventura         | Spagna         | 0.15 MW  | 0.23 MW |             |                    |                                  |                                 |
| Foula                 | UK             | 0.05 MW  | 0.06 MW | 31          |                    | 70%                              |                                 |
| La Désirade           | Guadalupa      | 0.88 MW  | 0.14 MW |             |                    | 40%                              |                                 |
| Marsabit              | Kenya          | 0.30 MW  | 0.15 MW |             |                    | 46%                              |                                 |
| Cape Clear Island     | Eire           | 0.07 MW  | 0.06 MW | 100         |                    | 70%                              |                                 |
| Rathlin Island        | Rathlin Island | 0.26 MW  | 0.99 MW |             |                    | 100%                             |                                 |
| Citno                 | Grecia         | 2.77 MW  | 0.31 MW |             |                    |                                  |                                 |
| Frøya                 | Norvegia       | 0.05 MW  | 0.06 MW |             |                    | 100%                             |                                 |
| Lemnos                | Grecia         | 10.40 MW | 1.14 MW |             |                    |                                  |                                 |

## Turbine eoliche per uso domestico nel Regno Unito
I generatori eolici domestici sono in commercio nel Regno Unito da una ventina di anni, e a partire dagli anni novanta è in crescita la loro popolarità e la consapevolezza delle loro potenzialità presso il grande pubblico.
Le dichiarazioni attorno alla loro efficienza e produttività sono oggetto di forte dibattito a causa della discrepanza tra le previsioni di produzione dei fabbricanti e i risultati ottenuti in molti casi di studio. Il principale problema è che i generatori eolici devono essere disposti lungo le coste marine, oppure in passi di montagna, o in luoghi che sono stati certificati come "ventosi", dopo averne studiato la meteorologia per molti anni.
Invece i produttori tacciono su questo, e normalmente gli aerogeneratori comprati dal pubblico sono installati in aree dove le velocità del vento sono troppo basse per ottenere un livello di produzione sufficiente a ripagare l'investimento, o addirittura il vento è così basso ed incostante da rendere del tutto inutilizzabile la turbina. La generazione di energia eolica richiede velocità del venti che sono superiori a quelle che si trovano nella stragrande maggioranza delle aree abitate, che spesso sono state costruite in luoghi riparati dai venti.

### Regole e permessi per la messa in opera
In Inghilterra la concessione dei permessi d'installazione è stata data soltanto a circa il 50% dei richiedenti, mentre in Scozia circa il 90% sono approvati.
La legislazione è cambiata nel 2007, e le turbine a vento sono entrate nella stessa categoria di permessi delle parabole satellitari.

### Esempi dei costi di un impianto minieolico
Una turbina ben regolata produce in un anno circa 6 kilowattora assumendo una velocità media al suolo del vento di 2 metri al secondo. L'abbinamento con idrofoil o con piloncini di steatite può aumentare l'energia prodotta del 12%. Il costo di una turbina é pari ad euro 0,37 per ogni kilowattora. Mentre le imposte sono al 42% (aliquota massima).

## Microeolico in Italia
Il D.Lgs. n. 387 del 2003 introduce la possibilità di rivendere ai distributori e produttori di energia, la potenza elettrica sviluppata in eccesso.
Chi installa un impianto eolico può scegliere fra tre modalità:
1. uso stand alone (non in rete);
2. uso on grid (in rete di distribuzione);
3. utilizzo diretto tramite resistenza elettrica o distribuzione meccanica o idrolisi.

Nel primo caso userà delle batterie per accumulare l'energia prodotta in eccesso e riutilizzarla in un secondo momento nella rete di casa.
Nel secondo caso, potrà rivendere l'energia a un operatore a sua scelta, Enel o altri, il quale su richiesta del cliente non potrà rifiutare l'allacciamento alla rete dell'impianto e di acquistare la potenza elettrica eccedente ai prezzi imposti per legge.
La potenza minima installabile è di un kilowatt, mentre quella massima dei contatori per le utenze domestiche è di 3 kW. In pratica, con una pala da 1 kW, dal costo tra i 1000 e i 2000 euro, fino al 30% dei consumi energetici e della bolletta potrebbe essere risparmiato.
Al crescere della potenza installata si hanno delle economie di scala, e risparmi per euro/chilowattora; tuttavia, al crescere della potenza aumenta anche il peso e l'ingombro dell'impianto, e la velocità minima del vento per produrre energia, rischiando un minore numero di ore annue di funzionamento.
In Puglia, Toscana e altre regioni, per l'installazione di questi mini-impianti è sufficiente una denuncia di inizio attività (DIA), senza ulteriori permessi.